# Son Sang-pil
Son Sang-pil (kor. 손 상필; ur. 1 września 1973) – południowokoreański zapaśnik w stylu klasycznym. Olimpijczyk z Sydney 2000, gdzie zajął piąte miejsce w kategorii 69 kg.
Sześciokrotny uczestnik mistrzostw świata, zdobył złote medale w 1997 i 1999 i brązowy w 1998. Złoto na igrzyskach azjatyckich w 1998. Najlepszy na igrzyskach Wschodniej Azji w 1997. Mistrz Azji w 1995, 1996 i 1999. Zajął pierwszą pozycję w Pucharze Świata w 1996.